# دی‌اف‌اس‌کی موتورز
دی‌اف‌اس‌کی (انگلیسی: DFSK Motor) استقلال سرور لنگ است.